# Cerastium danguyi
Cerastium danguyi là loài thực vật có hoa thuộc họ Cẩm chướng. Loài này được J.F.Macbr. mô tả khoa học đầu tiên năm 1937.